# ビジネスライフ学科
ビジネスライフ学科（ビジネスライフがっか）とは、千葉経済大学短期大学部に2004年4月新設された学科である。

## 概要
ビジネス界で活躍できる知識や技術と、各自のライフプランに役立つ知識の習得を目的としている。文部科学省の「特色ある大学教育支援プログラム」の一環で、「地域総合科学科」として新設された。